# 組み込みオペレーティングシステム
組み込みオペレーティングシステム（くみこみオペレーティングシステム）は、組み込みシステムのオペレーティングシステムである。リアルタイムオペレーティングシステムであることも多い。
代表的なものにITRON、VxWorks、LynxOS、QNX、Enea OSEなどがある。近年はLinuxカーネルなど汎用のOSのカスタマイズ版を使うことも多い。

## 特徴
組み込みオペレーティングシステムを導入する目的としては、一般的に以下がある。
- 洗練された基礎システムの確保
- デバイスドライバ、APIなどによる、デバイス制御や処理の抽象化。
- 複数の製品ラインナップ間での、統一的な開発基盤
- スケジューラによる、複雑な制御の実現
- オープンソースなど、既存の開発リソースの活用

なお組み込みオペレーティングシステムは汎用オペレーティングシステムに比べて、以下のような相違点がある。
- アプリケーションとともにROMに焼かれて利用されることが多い。
- コストを抑えるため、本体およびワークメモリの小さいものが必要。
- 利用者は組み込みシステムの開発者なのでほとんどの場合ソースコードを含めたライセンスが行われる。
- アプリケーションに特化したカスタマイズを考慮している。
- リアルタイム性を考慮したスケジューラが利用できる。
- モジュール化が大変発達している。モジュール単位のロード・アンロードが行える。

## 近年の傾向
近年、ネットワーク機能やGUI等の複雑な処理が必要とされるものにおいてはLinux、NetBSD、OpenBSD、FreeBSD、Windows XPといった汎用オペレーティングシステムをベースにしたものが盛んに使われ始めている。そのため、これらの境界はあいまいなものになりつつある。
例として、市販されているブロードバンドルーターはOpenBSDを採用する機種が多い。KIOSK端末にはNetBSDとWindowsが多く使われている。NetBSDはOS全部をあわせても120MBと小さく、また読み込み専用メディアにインストールして使えること、多種多様なアーキテクチャに対応していることから、シェアを広げている。Linuxは組み込み向けにカスタマイズされたディストリビューションが多数あり、またリアルタイム機能を付加したカーネルがある。Windowsはカスタマイズ性ではオープンソースのOSに劣るが、パソコン向けアプリケーションや開発ツール、品質保証付きのデバイスドライバなどの豊富なソフトウェア資産とWindowsパソコン相当のGUIを持っており、ある程度のパソコンスキルさえあれば現場の社員でもメンテナンス作業を行えるため、高機能端末に多用される。標準搭載されているマルチメディア機能も他のOSと比べて充実しているため、マルチメディア機能付きコンビニエンスストアPOS端末の過半数がWindowsである。近年では、組み込みLinuxのマルチメディア機能も大きく向上してきたため、Windowsに代わり、LinuxベースのPOS端末も普及し始めている。
これらのシステムを高性能端末として利用する場合、ハードウェアも一般的なPC/AT互換機が選ばれ、筺体にパーソナルコンピュータと同等の構成のハードウェアまたは本体そのものを組み込み、機器の制御に用いる場合も多い（アーケードゲーム、シールプリント機、証明写真、キオスク端末など）。オペレーティングシステムも同様に、Windows NT系のWindows EmbeddedやDebianなどのLinuxディストリビューションを採用することが多い。
また、逆にパーソナルコンピュータに、電源オフから即時起動可能のインスタント機能を実現するために組み込みシステムを組み合わせることも増えてきた。

## 主要OS
- eCos
- Enea OSE
- iOS
- ITRON
- Micro Embbeded System (MES)
- マイクロソフト
  - Windows Embedded Compact (Windows Embedded CE、Windows CE)
  - Windows 10 IoT
  - MS-DOS
- OS-9
- FreeDOS (MS-DOS 互換)
- ReactOS (Microsoft Windows 互換)
- Symbian OS
- T-Kernel
- TOPPERS
- VxWorks
- QNX
- Smalight OS
- RedHawk Linux
- Valve
  - SteamOS
- ソニー
  - PlayStation 3のシステムソフトウェア
  - PlayStation 4のシステムソフトウェア
  - PlayStation 5のシステムソフトウェア